# جورج وندرليش
جورج وندرليش (بالألمانية: Georg Wunderlich)‏ هو لاعب كرة قدم ألماني، ولد في 31 أكتوبر 1893 في مدينة فورت في ألمانيا، وتوفي في 27 مايو 1963. شارك مع منتخب ألمانيا لكرة القدم. أما مع النوادي، فقد لعب مع شتوتغارت كيكرز وغرويتر فورت.

## وصلات خارجية
- جورج وندرليش على موقع قاعدة بيانات كرة القدم.إي يو (الإنجليزية)
- جورج وندرليش على موقع ناشيونال فوتبول تيمز (الإنجليزية)
- جورج وندرليش على موقع عالم كرة القدم.نت (الإنجليزية)